# Nino Zucchetti
Nino Zucchetti (fl. XX secolo) è stato un calciatore italiano, di ruolo difensore.

## Carriera
Con l'US Torinese disputa 22 gare nel campionato di Prima Divisione 1922-1923.